# Świerczyny (gromada)
Świerczyny – dawna gromada, czyli najmniejsza jednostka podziału terytorialnego Polskiej Rzeczypospolitej Ludowej w latach 1954–1972.
Gromady, z gromadzkimi radami narodowymi (GRN) jako organami władzy najniższego stopnia na wsi, funkcjonowały od reformy reorganizującej administrację wiejską przeprowadzonej jesienią 1954 do momentu ich zniesienia z dniem 1 stycznia 1973, tym samym wypierając organizację gminną w latach 1954–1972.
Gromadę Świerczyny z siedzibą GRN w Świerczynach (obecnie są to dwie wsie: Nowe Świerczyny i Stare Świerczyny) utworzono – jako jedną z 8759 gromad na obszarze Polski – w powiecie brodnickim w woj. bydgoskim, na mocy uchwały nr 24/2 WRN w Bydgoszczy z dnia 5 października 1954. W skład jednostki wszedł obszar dotychczasowej gromady Świerczyny ze zniesionej gminy Jastrzębie, obszar dotychczasowej gromady Świerczynki ze zniesionej gminy Grążawy oraz obszar dotychczasowej gromady Cielęta ze zniesionej gminy Brodnica w tymże powiecie. Dla gromady ustalono 15 członków gromadzkiej rady narodowej.
Gromadę zniesiono 31 grudnia 1961, a jej obszar włączono do gromad Grążawy (wsie Świerczyny i Cielęta oraz PGR Cielęta) i Jastrzębie (wieś Świerczynki) w tymże powiecie.